# Kirche Neundorf (Suhl)

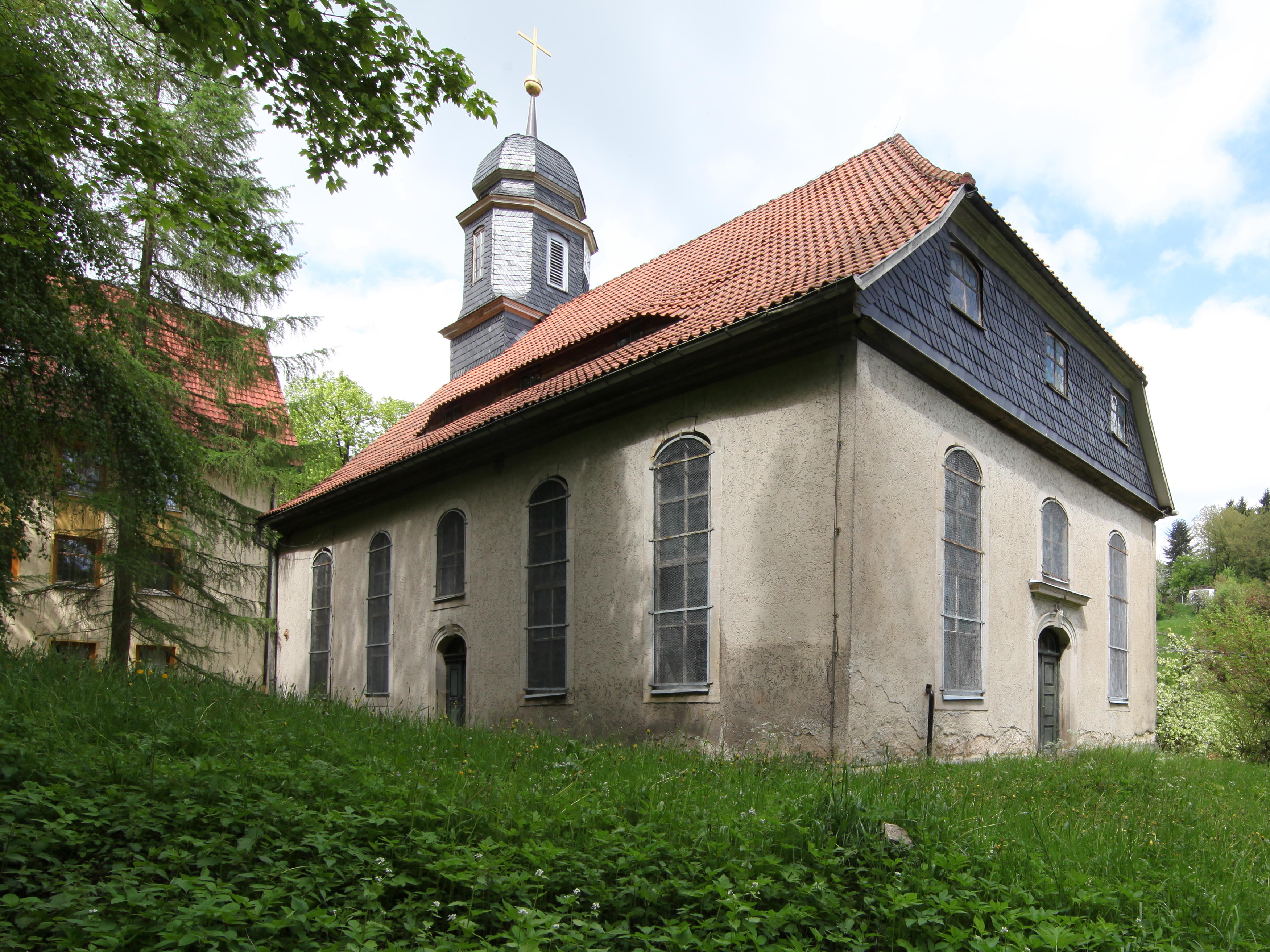
Kirche Neundorf

Die evangelisch-lutherische denkmalgeschützte Kirche Neundorf steht in Neundorf, einem Ortsteil der kreisfreien Stadt Suhl in Thüringen.
Die Evangelische Kirche in Neundorf gehört zum Pfarrbereich Suhl mit Heinrichs im Kirchenkreis Henneberger Land der Evangelischen Kirche in Mitteldeutschland.

## Geschichte
Bereits 1662 existierte eine kleine Kirche in Neundorf. Nachdem sie baufällig geworden war, entstand 1691 ein neues Gotteshaus auf dem Kirchberg. Diese Kirche wurde im Laufe der nächsten knapp 70 Jahre zu klein, weshalb am 14. Mai 1760 der Grundstein für die heutige gelegt wurde. Am 13. November 1763 wurde sie eingeweiht.

## Baubeschreibung
Die mit einem Krüppelwalmdach bedeckte schlichte Saalkirche hat im Norden einen schiefergedeckten Dachturm. In seinem achtseitigen Obergeschoss steht der Glockenstuhl. Die Haube des Turms ist mit einer Turmkugel und einem Kreuz bekrönt. 
Im Innenraum befinden sich Emporen. Zur Kirchenausstattung gehört ein Kanzelaltar. Dahinter steht die Orgel, die 1993 von Orgelbau Schönefeld restauriert wurde.